# Кьяпелло, Эв
Эв Кьяпелло (Ève Chiapello; род. 2 апреля 1965, Лион) — французский социолог, экономический социолог, указывается как один из ведущих мировых исследователей в области менеджмента и экономической социологии. Доктор (1994), исследовательский профессор Высшей школы социальных наук.
Лауреат премии Аннелизы Майер (2016).
Кавалер французского национального ордена «За заслуги» (2013). Известна своей книгой «Новый дух капитализма» (совместно с Люком Болтански, Gallimard, 1999).
Училась в Высшей коммерческой школе (HEC Paris) и получила докторскую степень в Университете Париж-Дофина; хабилитировалась в 2000 году. Ныне исследовательский директор, также занимающая кафедру, в EHESS Paris. Трудится там с 2013 года, до того же продолжительная начальная ее карьера была связана с HEC Paris. В 2013 году также заняла кафедру социологии им. Анри Жанна в Свободном университете Брюсселя. Член Французской ассоциации социологии и Французской ассоциации экономической политики. Является критиком неолиберализма.
Входит в состав редакционных коллегий журналов Sociologie du travail и Critical Perspectives on Accounting.
Автор написанной ею в соавторстве с Люком Болтански, указываемой влиятельной, книги The New Spirit of Capitalism.